# Estació de Vilapicina
Vilapicina és una estació de la L5 del Metro de Barcelona situada sota el Passeig de Fabra i Puig al districte de Nou Barris de Barcelona.
L'estació va entrar en servei el 1959 com una de les dues capçaleres del primer tram obert de la Línia II entre la Sagrera i Vilapicina i amb el nom de Vilapiscina. Posteriorment al 1970 amb la prolongació de la Línia V entre Diagonal i Sagrera va passar a formar part de la Línia V. Per acabar, el 1982 va adoptar el nom actual amb la reorganització dels números de línies i canvis de nom d'estacions.
Aquesta estació té una configuració peculiar perquè disposa de tres vies: dues principals i una secundària per on els trens entren i surten de les cotxeres de Vilapicina que es troben a uns metres de l'estació.
| Metro de Barcelona     |             |                                              |       |                        |
| Procedència/Destinació | <           | Línia                                        | >     | Procedència/Destinació |
| Cornellà Centre        | Virrei Amat | Logotip de la Línia 5 del metro de Barcelona | Horta | Vall d'Hebron          |

## Accessos
(Situats tots al Pg de Fabra i Puig)
- Carrer Teide
- Ptge de les Palmeres
- Carrer Canfranc
- Carrer Petrarca